# 黃建嘉
黃建嘉，臺灣男性政治人物，民主進步黨新潮流系成員，世新大學新聞學系學士，曾任屏東縣政府新聞處處長、屏東縣政府觀光傳播處處長、屏東縣政府傳播暨國際事務處處長、賴清德副總統辦公室專門委員、民進黨副秘書長。

## 經歷
黃建嘉是新潮流系的政治幕僚，曾經擔任過李文忠、吳思瑤、潘孟安等新潮流系政治人物的幕僚。
2014年，潘孟安當選第十七屆屏東縣縣長，黃建嘉跟隨潘孟安進入屏東縣政府，擔任屏東縣政府新聞處處長、屏東縣政府觀光傳播處處長兼屏東縣政府發言人。
2018年，屏東縣政府觀光傳播處改組成立屏東縣政府傳播暨國際事務處，由黃建嘉擔任首位處長，並且主要負責2019年台灣燈會的籌備工作。
2018年9月19日，任屏東縣府觀傳處長兼發言人時利用身分威脅公務人員，遭中國國民黨立法委員柯志恩曝光錄音檔，因而向潘孟安請辭獲准。
2020年7月，離開屏東縣政府；同年年底，擔任中華民國副總統賴清德辦公室專門委員。
2022年8月向總統府遞出辭呈，於9月起全職負責信賴台灣協會「願景辦公室」的運作及業務。
2023年1月民主進步黨主席補選結束後，接受黨主席賴清德任命為中央黨部副秘書長，並負責網路及文宣業務。在南投立委補選中協助蔡培慧取得勝選。
2024年中華民國總統選舉後因生涯規劃辭職，同年9月接任中華電信子公司中華投資總經理。

## 個人生活
2024年5月，內政部警政署刑事警察局警政監林明佐涉嫌勾結九州博弈集團而被收押禁見，與林明佐交往中的前台灣電子競技聯盟董事長徐培菁涉嫌替九州博弈集團向林明佐刺探偵查秘密而被列為被告。匿名人士向菱傳媒透露，徐培菁是黃建嘉的前妻。